# Оркан (РСЗО)
М-87 «Оркан» — югославская и сербская реактивная система залпового огня калибра 262 мм, состоящая на вооружении нескольких стран бывшей Югославии и Ирака.

## Предназначение
Основным вооружением РСЗО Оркан являются кассетные боеголовки, которые используются для уничтожения живой силы, танков, механизированных и моторизованных боевых единиц, а также авиации противника. Используется при воздушном и морском десанте, нападении на командно-штабные пункты и стратегически важные сооружения, в качестве огневой поддержки других артиллерийских средств и тактических баллистических ракет, а также для уничтожения авиации противника, находящейся на земле прямо на открытой местности, тыловых сооружений, временных военных и промышленных объектов и баз террористов. Вооружён для самозащиты 12,7-мм пулемётом и 24 противотанковыми минами.

## Характеристики

### Основные
- Экипаж: 5 чел.
- Шасси: FAP-2832
- Основное оружие: 12 × 262-мм реактивных снарядов
- Угол поворота: ±7,5° по горизонтали и 3,5°-65° по вертикали
- Время полной перезарядки: 40 мин
- Время перевода из походного в боевое положение: до 10 минут
- Время перевода из боевого в походное положение: до 3 минут
- Длина установки: 10690 мм
- Ширина установки без платформы: 2800 мм
- Высота установки: 3035 мм
- Высота установки при максимальном угле подъёма: 10100 мм

### Боеприпасы

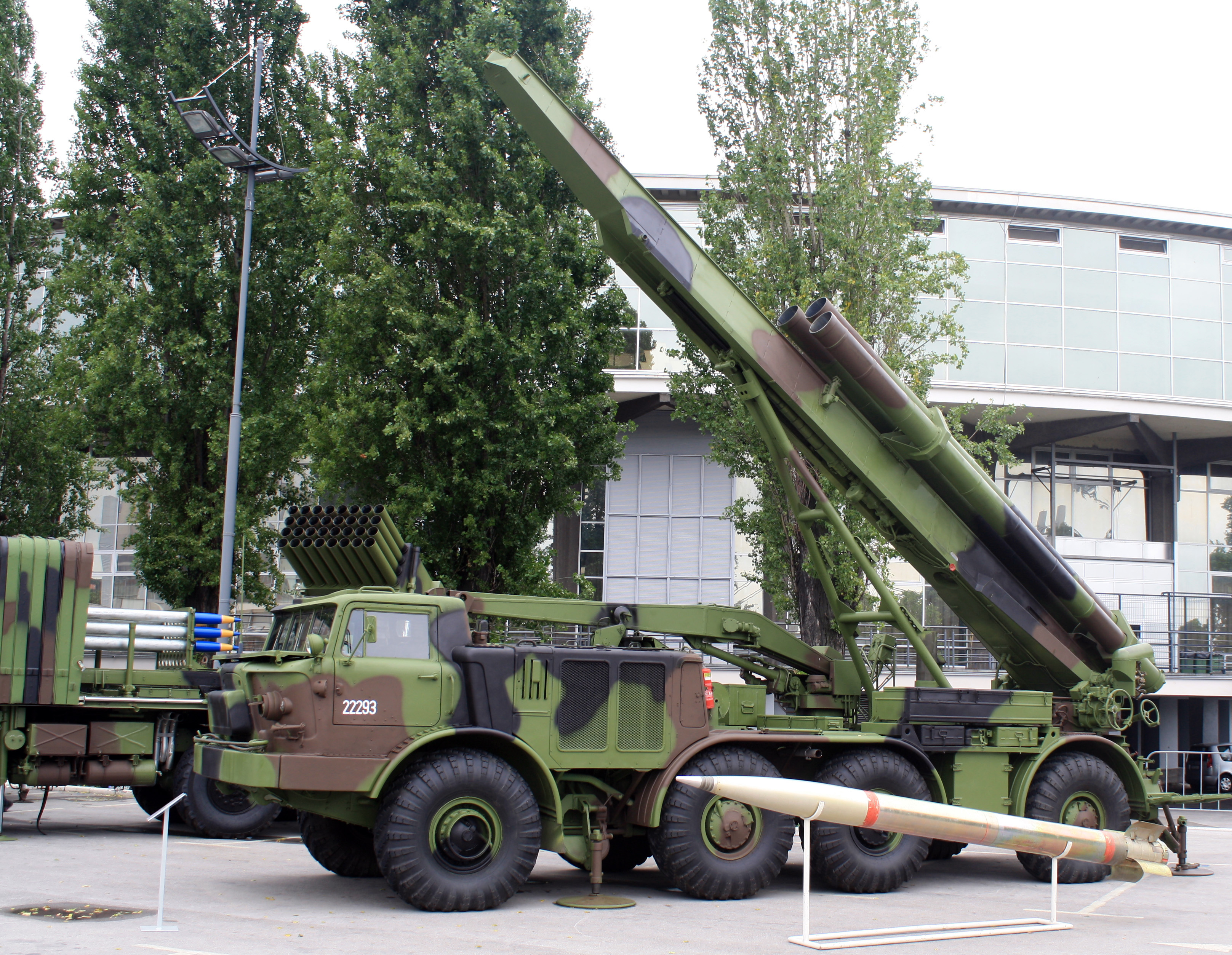
Модифицированная РСЗО «Оркан 2» на салоне Partner 2011.

Для стрельбы из Оркана применяются 262-мм реактивные снаряды местной разработки.
- Масса ракеты с боевой частью и электронными датчиками: 94,5 кг
- Масса электронных датчиков: 3,35 кг
- Масса топлива без впрыскивания: 147,8 кг
- Длина ракеты: 4657 мм
- Длина без боевой части: 4357 мм
- Площадь поражения одной кассетной боеголовки: 165 x 180 квадратных метров
- Радиус поражения: 10 м
- Пробиваемая броня: до 60 мм
- Время полёта: 3,8—5,4 с (4,3 при нормальной температуре)
- Максимальная дальность полёта ракеты при нормальной температуре: 50 км
- Рассеивание: 245 м по горизонтали и 280 м по вертикали

Также, для Оркана были разработаны три типа кассетных боеприпасов дистанционного минирования территории:
- 262-мм ракета с кассетной боевой частью, снаряженная 24 шт. противотанковыми минами КПОМ массой 1,8 кг;
- 262-мм ракета с кассетной боевой частью, снаряженная 288 шт. кумулятивно-осколочными элементами КБ-1;
- 262-мм ракета с кассетной боевой частью, снаряженная 288 шт. кумулятивно-осколочными элементами КБ-2.

262-мм ракеты поставляются в контейнерах массой 432 кг.

## Состоят на вооружении
- Босния и Герцеговина: 2 шт.
- Хорватия: 4 шт.
- Сербия — 3 единицы, по состоянию на 2016 год[4]
- Ирак: 8 шт. (под именем «Абабеель 50»)[5][6].